# Protilemoides burgersi
Protilemoides burgersi là một loài bọ cánh cứng trong họ Cerambycidae.